# Alen Floričić
Alen Floričić (* 1968 in Pula, Jugoslawien) ist ein kroatischer Künstler.

## Leben und Werk
Floričić schloss 1993 an der Pädagogischen Fakultät in Rijeka ein Studium für Bildhauerei ab. Nach frühen Arbeiten in traditionellen Medien wandte er sich der Videokunst zu. Seine aktuellen Arbeiten bestehen vorwiegend aus kurzen Videoloops, die oftmals den menschlichen Körper thematisieren. Floričić Arbeiten wurden auf Gruppen- und Einzelausstellungen in Kroatien, Europa und den USA gezeigt. 2005 bespielte er mit mehreren anderen Künstlern den kroatischen Pavillon der Biennale Venedig. Er lebt und arbeitet in Rabac.